# 15673 Chetaev
15673 Chetaev este un asteroid care intersectează orbita planetei Marte.

## Descriere
15673 Chetaev este un asteroid care intersectează orbita planetei Marte. Asteroidul prezintă o orbită caracterizată de o semiaxă mare de 2,21 ua, o excentricitate de 0,27 și o înclinație de 5,4° în raport cu ecliptica.